# Bloomfield (hrabstwo Waushara)
Bloomfield – miasto w Stanach Zjednoczonych, w stanie Wisconsin, w hrabstwie Waushara.